# Stykpram
Stykpram eller skyt(s)pram var en skibstype, som især blev brugt i søkrigene i 1600- og 1700-tallet. Fartøjet var fladbundet eller stak ikke dybt. Prammen var gerne af solidt tømmer, og var udstyret med forholdsvis svære kanoner ("stykker"), haubitser eller morterer. Stykprammen bevægedes enten ved årer eller sejl, men det gik langsomt og var ineffektivt, så oftest blev stykprammen bugseret fra sted til sted.
Hvor blokskibet var et almindeligt skib, typisk et linjeskib, uden rigning, var stykprammen specialbygget til opgaven.
Større end stykprammen var flådebatteriet, eksempelvis Peter Willemoes' navnkundige Flaadebatteri No. 1 fra Slaget på Reden, der var en forankret tømmerflåde med 24 kanoner.